# Музей народной истории
Музей народной истории (англ. People's Story Museum) — музей в центре Эдинбурга, на Королевской миле. Здание, в котором расположился музей, было построено в 1591 году и использовалось администрацией города для ведения дел, сбора налогов и как тюрьма (Canongate Tolbooth).
В музее раскрывается жизнь обычных людей Эдинбурга в работе и отдыхе в период с конца XVIII века до наших дней. Посетители могут увидеть экспозиции, отображающие мастерскую переплётчика, помещения бывшей тюрьмы, кухню военных времён и многое другое, с представлением реальных предметов соответствующего времени.

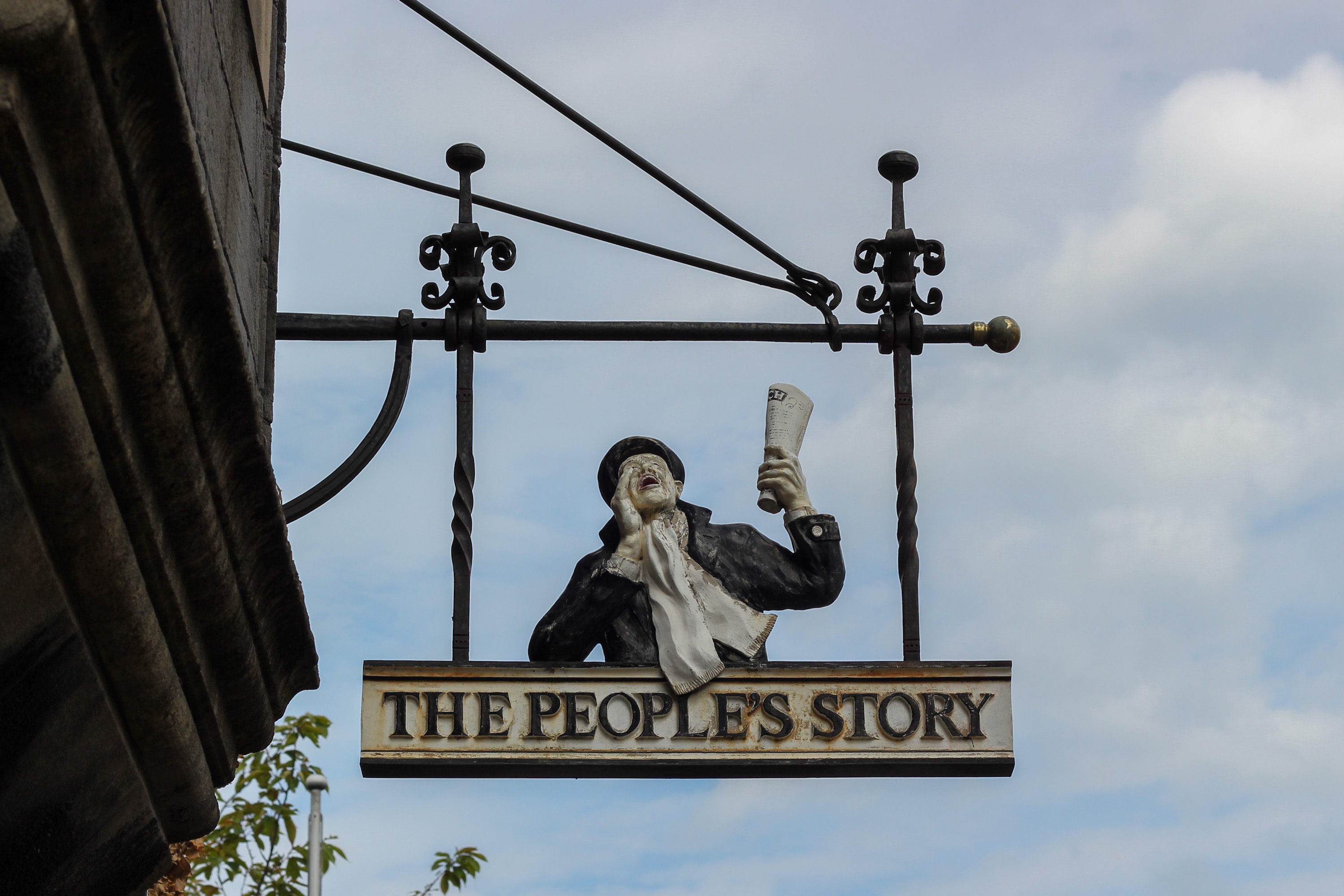
People's Story